# Галасы ЗМеста
Галасы 3Места — білоруська музична група з Барановичів. Повинні були представити Білорусь на пісенному конкурсі «Євробачення-2021», однак були дискваліфіковані через текст пісні, що порушує правила конкурсу.

## Історія групи
Колектив існує вже давно, але назву «Галаси ЗМеста» отримав тільки навесні 2020 року. Тлумачення назви групи двояке: це голоси наче думки людей з глибинки, а також голоси зі змістом.
Група з п'яти осіб зазвучала через кілька місяців після початку протестів у Білорусі. Її створили колишні кавеенщики. Загалом у колективі 5 осіб, які займаються музикою у вільний від роботи час. Барабанщик Максим Пономаренко керує барановичським народним ансамблем «Явар», гітаристи Євген Кардаш та Євген Артюх викладають в музичній школі. Вокалістка Ірина Сорговицька працює в школі психологом. Вокаліст і автор текстів пісень Дмитро Бутаков — військовий перекладач.

В інтерв'ю TUT.BY фронтмен групи Дмитро Бутаков повідомив:
— Я взагалі, чесно кажучи, «совок» справжній — досі розвалу країни великої не можу пережити. Білорусь як окрема самостійна держава? Мені важко це прийняти.

Ще Бутаков говорив, що він «проти радикальних і псевдореволюційних змін»; що його не влаштовують «лідери ось ці дивні, змінювані, нескінченні». У своїй творчості група висміює Телеграм-канали й дворові чати, страйки, протести студентів і білоруських опозиціонерів. До березня 2021 року на їхньому каналі та на сайті було вже близько 20 композицій. Учасники групи повідомляють, що вони так вирішили показати своє ставлення до технологій кольорових революцій. Вважають, що вони руйнують країни під соусом «політичної боротьби». Їх пісні часто перетинаються з протестною тематикою. Також у групи є сатирична пісня під назвою «Евромечта». У ній виконавці іронізують щодо сучасних європейських цінностей:
«Хочеться і рівності й братерства, і всюди виявляти волю, в трепетному пориві толерантства на синочка одягати сукню».  
На YouTube-канал групи підписано 16 тисяч користувачів, найпопулярніший ролик на ньому набрав 52 тисячі переглядів. На початку грудня 2020-го музиканти виступили з концертом на сцені Купалівського театру.

## Участь у Євробаченні
Белтелерадіокомпанія опублікувала відео з піснею, з якою музиканти збираються взяти участь у «Євробачення». За добу на офіційних сторінках конкурсу пісня «Я навчу тебе» (рос. Я научу тебя, англ. Ya nauchu tebya) стала лідером за кількістю дизлайків і коментарів. Багато хто помітив у пісні політичний контекст проти опозиції в Білорусі, також у мережі з'явилася велика кількість негативних відгуків. Деякі користувачі в інтернеті просили дискваліфікувати Білорусь з конкурсу.
11 березня Європейський мовний союз зазначив факт порушення текстом пісні правил конкурсу про заборону політичних висловлювань та запропонував Белтелерадіокомпанії змінити композицію або внести корективи в текст. В іншому випадку буде прийнято рішення про дискваліфікацію Білорусі як країни-учасниці конкурсу. Тоді ж на офіційному каналі Євробачення був закритий доступ до ролика.